# Hoogheemraadschap Hollands Noorderkwartier

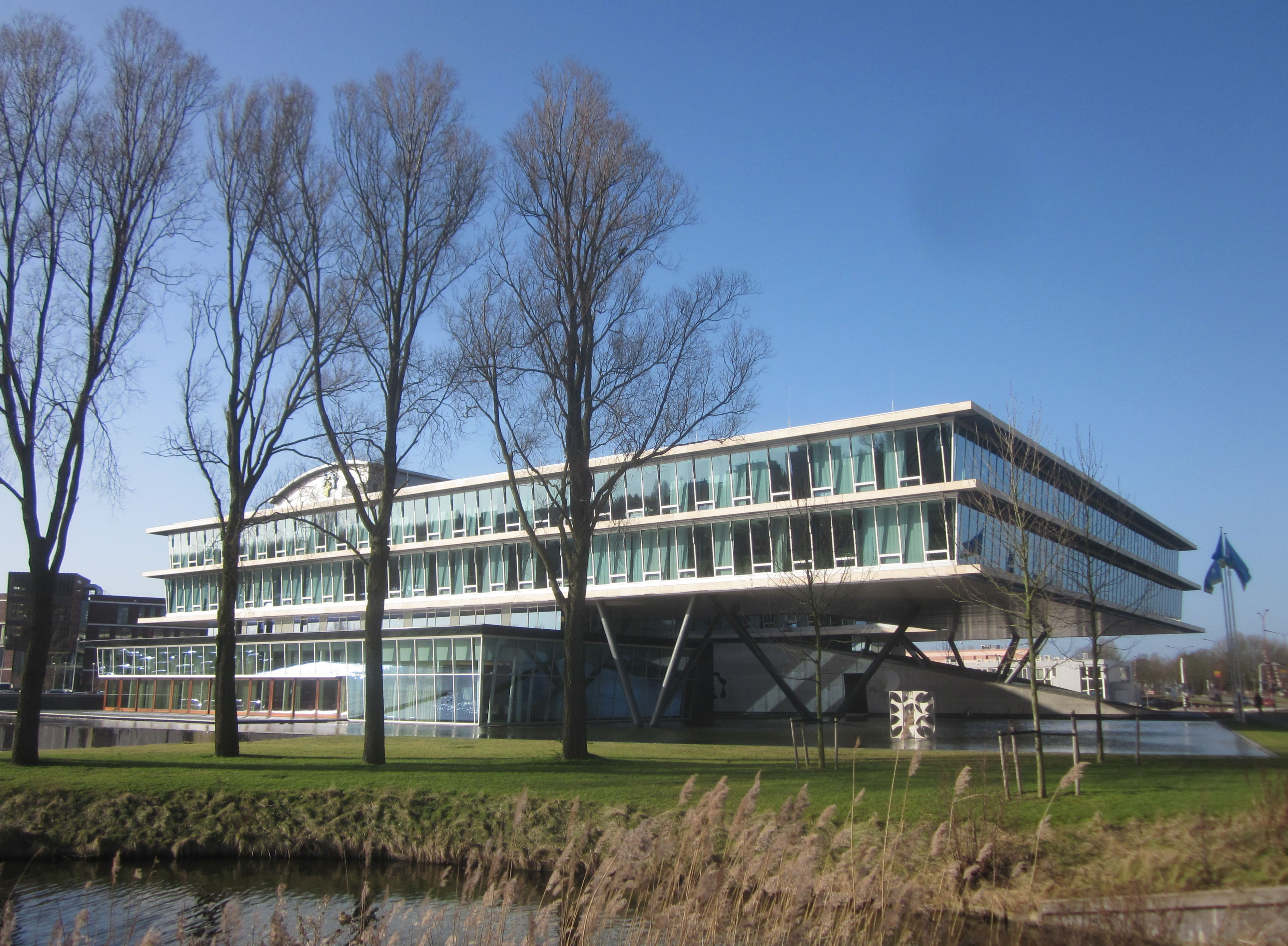
Kantoor Heerhugowaard

Het Hoogheemraadschap Hollands Noorderkwartier (HHNK) is een waterschap in de Nederlandse provincie Noord-Holland. Het hoogheemraadschap is gevestigd te Heerhugowaard. Belangrijke gasten worden (soms) in het oude waterschapshuis Het Noorderpolderhuis in Schermerhorn ontvangen. HHNK heeft 1,16 miljoen ingezetenen. Sinds 1 februari 2023 is Remco Bosma dijkgraaf.

## Geschiedenis
Het waterschap is in 2003 ontstaan na samenvoeging van het Hoogheemraadschap van Uitwaterende Sluizen in Hollands Noorderkwartier en een vijftal inliggende waterschappen; Het Lange Rond, Hollands Kroon, De Waterlanden, Groot-Geestmerambacht en Waterschap Westfriesland. 

## Taak
Het hoogheemraadschap is verantwoordelijk voor het waterbeheer in het historische Noorderkwartier van de Nederlandse provincie Noord-Holland, het gebied ten noorden van het Noordzeekanaal inclusief Texel. Het is verantwoordelijk voor de waterkeringen, voor zuivering van het afvalwater en voor schoon oppervlaktewater. Ook heeft het een groot aantal polderwegen, waaronder wegen op dijken, in beheer.

## Wapen
Het wapen is een combinatie van de wapens van de hoogheemraadschappen die in 1993 al waren samengevoegd tot het Hoogheemraadschap van Uitwaterende Sluizen in Hollands Noorderkwartier. Het wapen met de leeuw en het water komt van het Hoogheemraadschap Noordhollands Noorderkwartier, de dubbelkoppige adelaar en de keizerskroon komen van het wapen van het Hoogheemraadschap van de Uitwaterende Sluizen in Kennemerland en West-Friesland, dat in 1544 door keizer Karel V werd gesticht.

## Bestuur

### Algemeen bestuur
Het algemeen bestuur, ook wel het college van hoofdingelanden (CHI), bestaat uit vertegenwoordigers van verschillende categorieën belanghebbenden. De samenstelling naar categorie is sinds 2003 als volgt:
| Categorie       | 2003-2008 | 2009-2023 | 2023-heden |
| --------------- | --------- | --------- | ---------- |
| Ingezetenen     | 20        | 23        | 26         |
| Ongebouwd       | 6         | 3         | 2          |
| Natuurterreinen | -         | 1         | 2          |
| Bedrijfsgebouwd | 4         | 3         | -          |
| Gebouwd         | 10        | -         | -          |
| Totaal          | 40        | 30        | 30         |

#### Categorie ingezetenen
Voor de categorie ingezetenen vinden elke vier jaar verkiezingen plaats. De laatste waterschapsverkiezing was op 15 maart 2023. De opkomst in het gebied van Hollands Noorderkwartier bedroeg toen 53%. Een overzicht van de zetelverdeling binnen deze categorie sinds 2009:
| Partij                                                 | 2008 | 2015 | 2019 | 2023 |
| ------------------------------------------------------ | ---- | ---- | ---- | ---- |
| BBB                                                    | -    | -    | -    | 6    |
| Waterplatform Groen, Water en Land                     | 3    | 4    | 7    | 5    |
| PvdA                                                   | 3    | 3    | 4    | 3    |
| VVD                                                    | 3    | 4    | 3    | 3    |
| Water Natuurlijk                                       | 4    | 4    | 3    | 2    |
| Boeren Burgers Waterbelang (2019-2023: Natuurlijk BBW) | 3    | 2    | 1    | 2    |
| PvdD                                                   | -    | -    | -    | 2    |
| CDA                                                    | 3    | 4    | 2    | 1    |
| BVNL                                                   | -    | -    | -    | 1    |
| 50PLUS                                                 | -    | 1    | 2    | 1    |
| AWP                                                    | 2    | 1    | 1    | -    |
| Gewest NH/U KNSB                                       | 1    | -    | -    | -    |
| Lijst bedrijfsleven Meer met Water                     | 1    | -    | -    | -    |
| Totaal                                                 | 23   | 23   | 23   | 26   |